# 住石加寿己
住石 加寿己（すみいし かずき、1997年5月12日 - ）は、山形県出身のサッカー選手。ポジションはDF。

## クラブ歴
山形県立山形中央高等学校卒業後、いわきFCに加入し選手となった。しかし、ドイツリーグ挑戦のため、1シーズンで退団した。2017年にSCフェルベルトに移籍。その後、SGアイントラハト・メンディヒ・ベルに在籍した。
2018年にアルビレックス新潟シンガポールに移籍。1年で退団した。
2020年に横浜猛蹴フットボールクラブに加入。